# Tryptyk

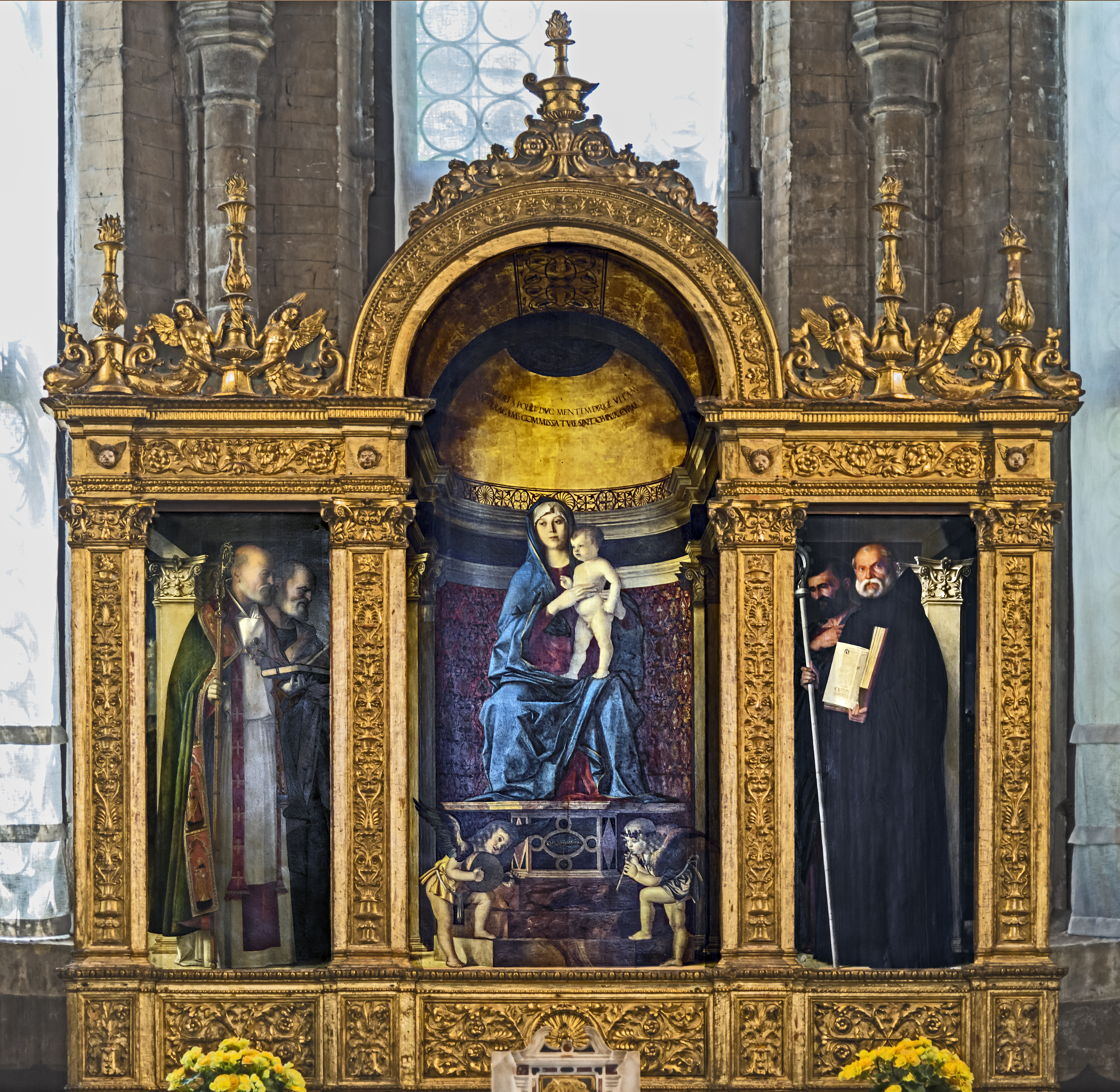
Giovanni Bellini Tryptyk Frari 1488

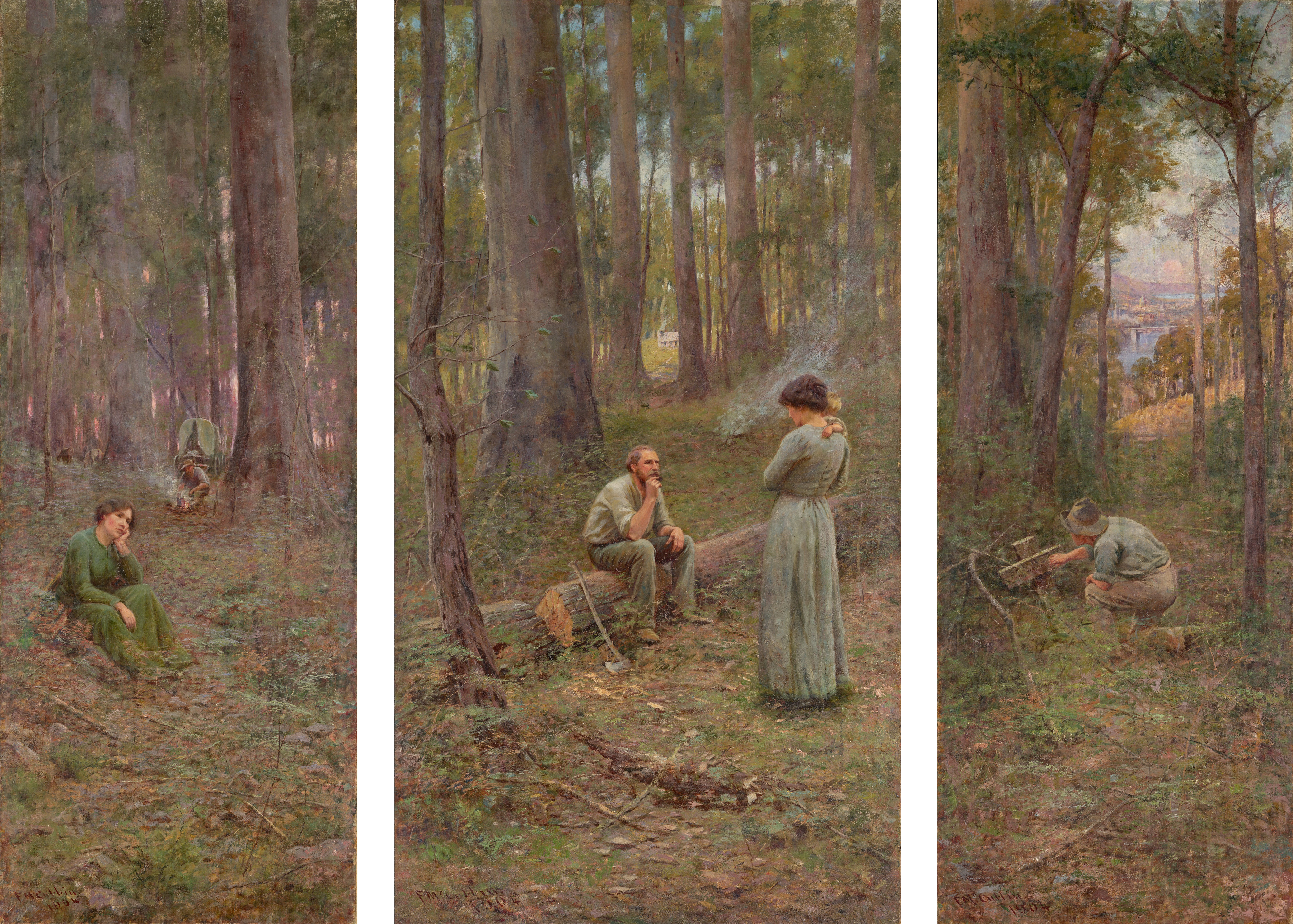
Frederick McCubbin, The Pioneer, 1904 – przykład zaadaptowania formy tryptyku w sztuce świeckiej.

Tryptyk – typ nastawy ołtarzowej składający się z części środkowej oraz dwóch bocznych skrzydeł.
Tryptyk jest poliptykiem, czyli ołtarzem szafiastym charakterystycznym dla gotyku. Skrzydła są zwykle osadzone na zawiasach i ruchome, dzięki czemu mogą się zamykać, zasłaniając część środkową. Najczęściej są zdobione z obu stron malowidłami lub płaskorzeźbą.
Termin ten odnosi się także do kompozycji malarskich i rzeźbiarskich, składających się z trzech części. 
Nazwy tej czasem używa się w jeszcze szerszym znaczeniu, w odniesieniu do każdego dzieła złożonego z trzech części, np. Tryptyk rzymski, Tryptyk Świętokrzyski.